# 므완자현

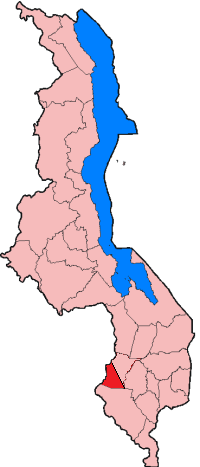
음완자 현

음완자현(Mwanza District)는 말라위 남부 주에 위치한 현으로, 현도는 음완자이며 면적은 2,259km2, 인구는 138,015명이다. 은체우 현과 발라카 현, 블랜타이어 현, 치콰와 현과 인접해 있으며 모잠비크와 국경을 맞대고 있다.